# Kourgou
Kourgou är en ort i Burkina Faso.   Den ligger i regionen Plateau-Central, i den centrala delen av landet, 80 km öster om huvudstaden Ouagadougou. Kourgou ligger 285 meter över havet och antalet invånare är 386.
Terrängen runt Kourgou är platt. Närmaste större samhälle är Zorgho, 18,9 km sydost om Kourgou.
Omgivningarna runt Kourgou är en mosaik av jordbruksmark och naturlig växtlighet. Runt Kourgou är det ganska tätbefolkat, med 108 invånare per kvadratkilometer.